# Gurgen Margaryan
Gurgen Margaryan (in armeno Գուրգեն Մարգարյան; Erevan, 26 settembre 1978 – Budapest, 19 febbraio 2004) è stato un militare armeno, sottotenente dell'esercito dell'Armenia, ucciso a Budapest (Ungheria) da Ramil Safarov, sottonente dell'esercito dell'Azerbaigian.

## Biografia
Nato a Erevan il 26 settembre 1978, frequentò la scuola secondaria n° 122 e, dopo il diploma, si iscrisse all'università statale dove conseguì la laurea in ingegneria. Terminato il servizio militare di leva, rimase nell'esercito con il grado di sottotenente.

## L'assassinio
L'11 gennaio 2004 partì per Budapest per partecipare ad un corso di tre mesi di lingua inglese organizzato dalla Nato nell'ambito del programma denominato "Partnership for peace".
Il 19 febbraio venne ucciso a colpi d'ascia, mentre dormiva nel proprio alloggio, dal pari grado azero Ramil Safarov.
Il fatto avvenne intorno alle cinque di mattina. Il compagno di stanza di Margaryan, l'ungherese Balázs Kuti, ricorda che la sera del 18 febbraio aveva preso un tè ed era andato a dormire in quanto febbricitante; Margaryan invece era rimasto a studiare e poi era andato a trovare un altro soldato armeno, Hayk Makuchyan, che frequentava pure il corso.
Kuti non ricorda quando l'armeno ritornò nella stanza, ma alla mattina presto si accorse che qualcuno aveva acceso la luce. Pensò si trattasse dello stesso Margaryan, ma dopo aver udito dei rumori sordi, voltò la testa e vide Safarov davanti al compagno di stanza con una lunga ascia in mano. A quel punto comprese che qualcosa di terribile era accaduto giacché c'era sangue tutto intorno; cominciò ad urlare all'azero di fermarsi ma questi lo rassicurò che non ce l'aveva con lui.
L'esame autoptico concluse che Safarov aveva inferto sedici colpi d'ascia sulla faccia di Margaryan, quasi staccandogli la testa dal collo.
Margaryan è stato sepolto al cimitero militare di Yerablur e gli è stata conferita una medaglia alla memoria. Alcune scuole sono state intitolate a lui.

## Il processo
Il processo, svoltosi presso il tribunale di Budapest, condannò Safarov all'ergastolo inibendolo dal chiedere la revisione della sentenza prima che fossero passati trenta anni. La sentenza fu emessa il 16 aprile 2006. Il 22 febbraio 2007 il caso, su richiesta dei difensori di Safarov, fu esaminato da un'altra corte che non modificò il precedente verdetto emesso dal giudice András Vaskuti che nella motivazione si soffermò sulla natura premeditata, sulla brutalità del crimine e sul fatto che l'imputato non aveva mostrato alcun rimorso per quanto commesso.

## L'estradizione
A fine agosto 2012, Ungheria ed Azerbaigian hanno raggiunto un accordo per l'estradizione del condannato che, secondo quanto riferisce il governo ungherese, avrebbe dovuto continuare ad espiare la condanna in patria. Ma il 31 agosto 2012, appena sceso dalla scaletta dell'aereo che lo riportava in Azerbaigian, Safarov è stato accolto come un eroe nazionale, ha ricevuto un mazzo di fiori, è stato graziato dal presidente Ilham Aliyev, promosso di grado, dotato di una nuova casa e ricompensato con otto anni di stipendio arretrati.
La grazia all'omicida ha provocato vaste e ferme proteste in tutto il mondo, mentre l'Armenia ha interrotto le relazioni diplomatiche con l'Ungheria.
Nel maggio 2020, la Corte europea dei diritti dell'uomo ha condannato l'Azerbaigian per la gestione dell'estradizione di Safarov.